# Chalixodytes tauensis
Chalixodytes tauensis is een  straalvinnige vissensoort uit de familie van zandduikers (Creediidae). De wetenschappelijke naam van de soort werd voor het eerst geldig gepubliceerd in 1943 door Schultz.
De soort staat op de Rode Lijst van de IUCN als niet bedreigd, beoordelingsjaar 2009.